# Słowik (Będzin)
Pour les articles homonymes, voir Słowik.
Słowik est une localité polonaise de la gmina de Siewierz, située dans le powiat de Będzin en voïvodie de Silésie.